# أنسون فاسكو كول الثاني
أنسون فاسكو كول الثاني هو سياسي أمريكي، ولد في 1855 في ويلارد في الولايات المتحدة، وتوفي في 12 أكتوبر 1944.